# Cadena Bielorrusa

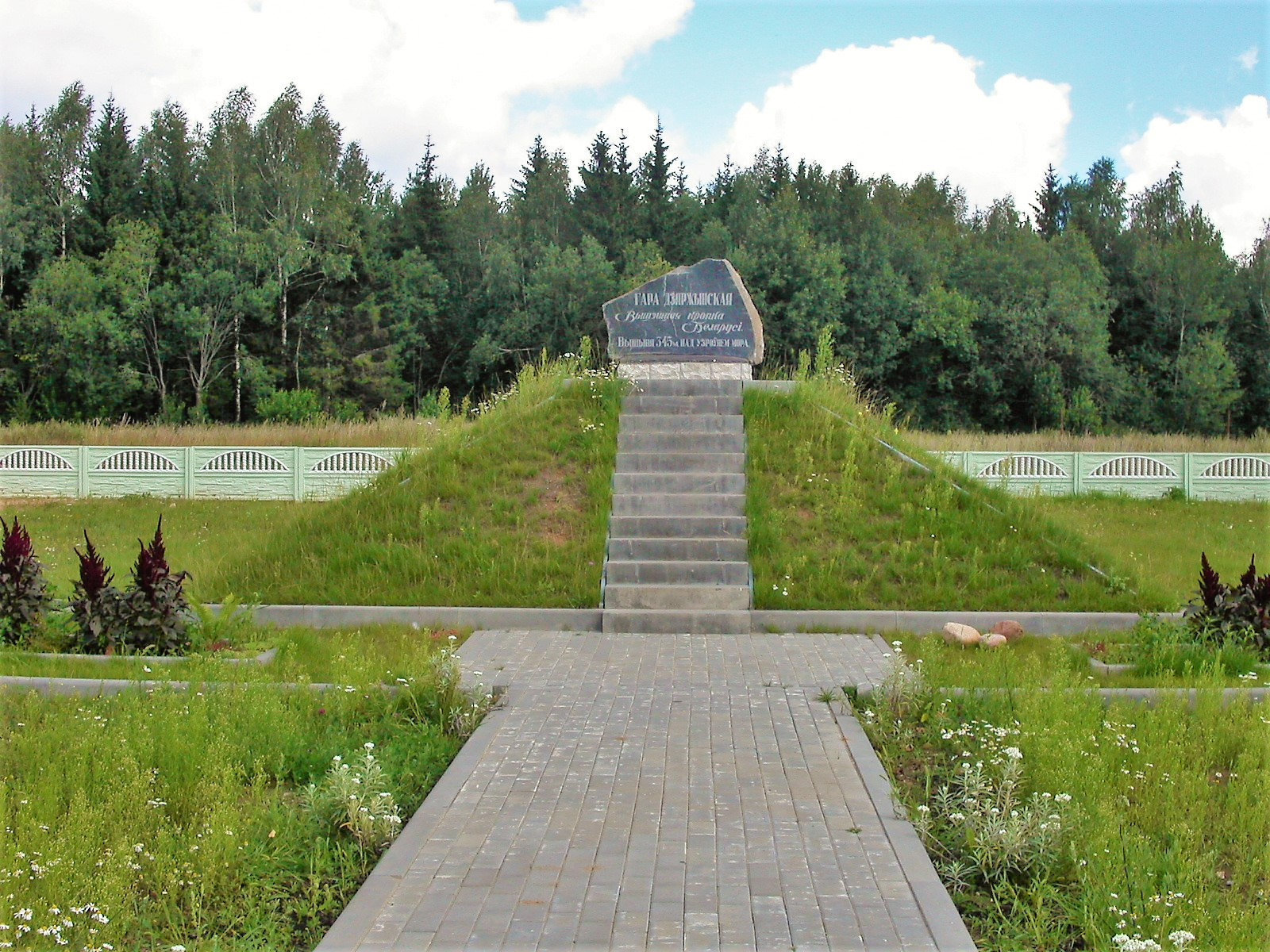
Monte Dzyarzhýnskaya, el punto más alto de Bielorrusia.

La Cadena Bielorrusa (bielorruso, Беларуская града, Belarúskaya gradá; ruso, Белорусская гряда, Belorúskaya Gryadá) es una línea de morrenas terminales en el noroeste de Bielorrusia. Esta cadena, que está formada por cerros bajos, discurre a lo largo de unos 500 km en dirección oeste-suroeste a este-noreste, desde la zona de la región de Brest, que queda cerca de la frontera de Polonia con la ciudad rusa de Smolensk.
La constitución geológica de la cadena es en su mayor parte loams de morrenas con sedimentos glaciales y aluviales añadidas.
La cadena en sí está dividida en secciones llamadas "tierras altas". Estas tierras altas son creadas por varios valles fluviales que cortan a través de toda la cadena. Los diez accidentes geográficos son, en orden de oeste a este:
- Tierra alta de Hrodna
- Tierra alta de Vawkavysk
- Valle de Schara
- Tierra alta de Navahrúdak
- Valle del río Neman
- Tierra alta de Minsk
- Valle del Berézina
- Tierras altas de Daugava y Vítebsk-Nével
- Tierra alta de Dniéper
- Tierra alta de Orsha
- un grupo final de tierras altas a lo largo de la frontera oriental con Rusia.

La mayor elevación de la cadena, y de toda Bielorrusia, es el monte Dzyarzhýnskaya (365 m).